# Dózsa György Általános Iskola (Balassagyarmat)
Balassagyarmati Dózsa György Általános Iskola 1969-ben alapították Balassagyarmaton, és a 2007 és 2014 közötti időszakot leszámítva máig önálló intézményként működik. Ebben az időszakban a három önkormányzati fenntartású általános iskola össze volt vonva kiadások csökkentésére érdekében, a Kiss Árpád iskolát megjelölve főintézménynek. Ma az intézmény fenntartója a Klebelsberg Intézményfenntartó Központ, a működtetője Balassagyarmat Város Önkormányzata.

## Története
Az iskola építése 1968 tavaszán indult, a kivitelezését a Nógrád megyei Tanács Építőipari Vállalat készítette. Az elkészült épületet, a mai iskola "A" szárnyát (ma az alsó tagozat kap itt helyet) 1969. december 6-án adták át, a tanítás 1970. január 15-én kezdődött el, ekkor az igazgató Polyák Ferenc volt. Az intézmény alapítására a környéken épült lakótelepek adták az okot. 1972-ben elindult a sportiskolai nevelés az 1., a 3. és az 5. évfolyamon, ez 2007-ben kibővült mind a nyolc évfolyamra. Még ugyanennek az év szeptember 29-én átadták Nagy Géza Dózsa György mellszobrát az iskola előtt. Az iskola bővítésére 1980-ban került sor, amikor felépült a "B" épület (ma itt található a felső tagozat). Az intézménynek eddig sportiskola létének ellenére csak egy kisebb tornatermük volt, a nagyobb sportcsarnokra 1989-ig december 18-ig, az iskola fennállásának 20. évfordulójáig kellett várniuk. 2007-ben az önkormányzati iskolák összevonása során a Kiss Árpád tagiskolája lett így igazgató a főintézmény igazgatója, Görög Imréné, a tagintézményvezető a korábbi igazgató, Tillmann Rezső, a tagintézményvezető-helyettes Hornyákné Ádám Krisztina lett egészen 2014-ig, amikor a KLIK ismét önállósította az általános iskolákat. A rákövetkező tanévtől az igazgatói feladatokat Szabó Csaba, az igazgatóhelyettesit pedig Garamvölgyi Attiláné és Palotásné Pityi Enikő végzi.